# Poltys pannuceus
Poltys pannuceus là một loài nhện trong họ Araneidae.
Loài này thuộc chi Poltys. Poltys pannuceus được Tord Tamerlan Teodor Thorell miêu tả năm 1895.